# Montresta
Montresta è un comune italiano di 430 abitanti della provincia di Oristano, nell'antica regione della Planargia. Dista 38 km da Alghero, 78 km da Oristano e 56 km da Sassari.

## Storia
Montresta deve la sua identità demografica a una lontana migrazione di greci manioti in Corsica nel 1676.
Sconfitti dai turchi nel 1669 dopo una resistenza diventata leggendaria, i manioti di Oitylo in Laconia si rivolgono alla Repubblica di Genova per chiedere asilo; a circa 800 manioti, capeggiati dalle famiglie nobili dei Comneno-Stefanopoli e Medici-Jatriano, viene accordato il diritto di insediamento in Toscana, a Genova e nella piccola regione di Paomia, in Corsica (a circa 50 km da Ajaccio).
Quando la Corsica nel 1731 insorse contro la Repubblica di Genova, i greci si rifiutarono di aderire e il loro paese venne incendiato per vendetta dai rivoltosi corsi e furono saccheggiate le loro proprietà; le famiglie furono evacuate in tempo e trovarono riparo ad Ajaccio dove rimasero per circa 50 anni. Alcune famiglie stavano pensando allora di trasferirsi in Spagna e nelle Baleari, vista l'ostilità dei corsi ribelli. Altri cominciarono le trattative per emigrare nella vicina Sardegna.
Nel 1746 circa una cinquantina di famiglie greche che dimoravano a Cargese emigrarono in Sardegna, dopo una complessa trattativa di cui furono protagonisti il governo sardo e i rappresentanti dei coloni, Giorgio Cassara e Antonio Barozzi. Al termine delle trattative, Carlo Emanuele III re di Sardegna concede un'area territoriale nella Planargia, alle spalle della città regia di Bosa dove i coloni danno vita a partire dal 1751 al villaggio di San Cristoforo di Montresta. Così nacque Montresta la greca, che ebbe una storia travagliata per l'ostilità degli abitanti di Bosa che rivendicava il possesso di ampie quote del territorio assegnato dalla Corona ai coloni (fra cui la famiglia dei Passerò -Psaròs- tuttora fiorente).

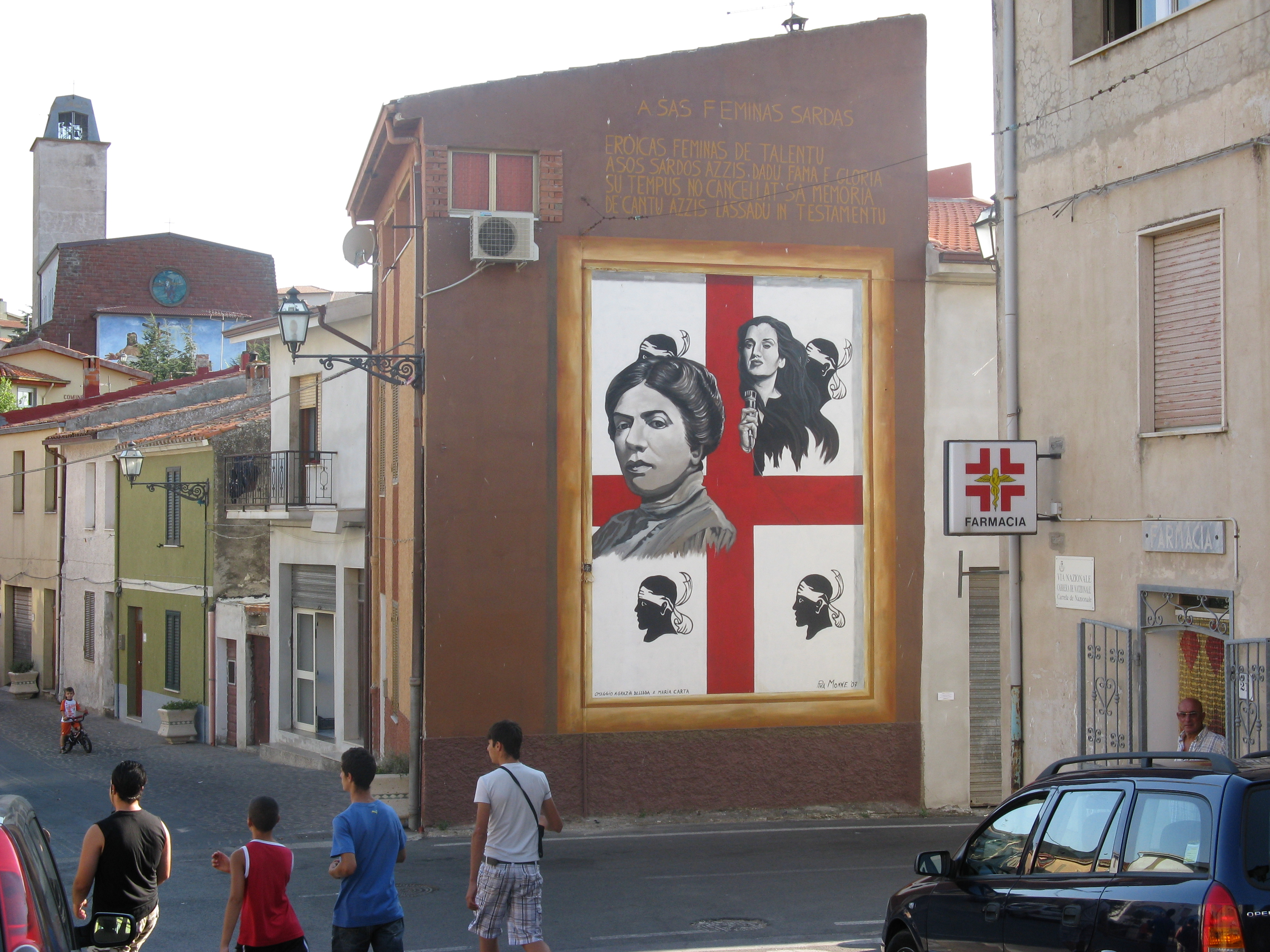
Murale

Ai sensi della Legge Regionale n. 9 del 12 luglio 2001, che ha previsto l'istituzione delle nuove province sarde, Montresta, che era in provincia di Nuoro, avrebbe dovuto essere aggregato alla provincia di Sassari; con successiva Legge Regionale n. 10 del 13 ottobre 2003 si stabilì invece che passasse a quella di Oristano.

### Simboli
Lo stemma e il gonfalone del comune di Montresta sono stati concessi con decreto del presidente della Repubblica del 21 settembre 2004.
Il gonfalone è un drappo di bianco.

## Società

### Evoluzione demografica
Abitanti censiti

### Lingue e dialetti
La variante del sardo parlata a Montresta è quella logudorese centrale o comune.

## Collegamenti esterni

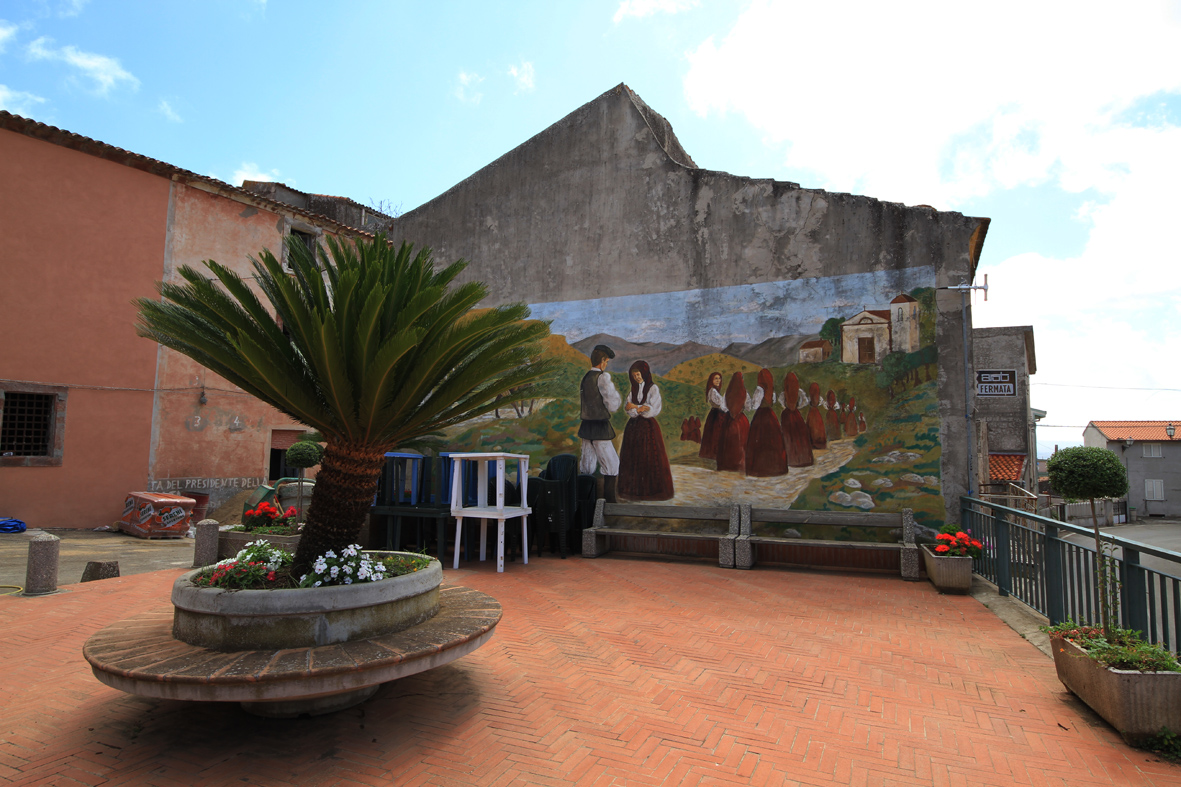
Murales a Montresta

## Amministrazione
| Periodo         | Periodo         | Primo cittadino | Partito                                         | Carica  | Note |
| --------------- | --------------- | --------------- | ----------------------------------------------- | ------- | ---- |
| 31 maggio 2015  | 26 ottobre 2020 | Antonio Zedda   | Lista civica "S'olia"                           | Sindaco |      |
| 26 ottobre 2020 | in carica       | Salvatore Salis | Lista civica "Insieme per un comune obbiettivo" | Sindaco |      |